# Бердяев, Сергей Александрович (поэт)
Серге́й Алекса́ндрович Бердя́ев (рус. дореф. Сергѣй Александровичъ Бердяевъ, укр. Сергі́й Олекса́ндрович Бердя́єв 1860, имение Обухово, Киевская губерния, Российская империя — 1914, Киев, Российская империя) — русский и (с 1880-х годов) украинский поэт-билингва, публицист, издатель, театральный деятель, переводчик-полиглот (переводил с десятка европейских языков), борец с антисемитизмом, революционер. Старший брат философа Николая Бердяева, муж писательницы Елены Бердяевой (Гродской).
Сергей Бердяев увлекался различными революционными движениями, поддерживал связи с марксистами, народниками, либералами, был одним из критиков черносотенного движения, в особенности, известного монархиста Дмитрия Пихно из Чигирина. Увлечение революционными движениями Сергея Бердяева повлияло на ранние взгляды его брата Николая, в зрелом возрасте пересмотревшего отношение к революции и перешедшего на сторону консерваторов.
Сергей Бердяев страдал психическими заболеваниями и содержался в частной клинике на средства своего брата Николая.

## Биография
Родился в семье предводителя дворянства Александра Михайловича Бердяева и Александры Сергеевны, урождённой княгини Кудашевой. И он, и его брат Николай, будущий философ, в основном жили в своём Обуховском имении. Имение это в 1797 году император Павел I подарил их прадеду, генерал-аншефу, губернатору Николаю Михайловичу Бердяеву. Часть Обухово, принадлежавшая губернатору, получила название Бердяевка. На ней был построен замок и дворец.
Учился Сергей Александрович в Коллегии Павла Галагана, затем — в Санкт-Петербурге и за границей, получая специальность врача.
Писал на русском и украинском языках. Печатался в российских журналах «Наблюдатель», «Русский архив» и украинских периодических изданиях: газетах «Дело», «Буковина», «Общественное мнение», «Рада»; журналах «Заря», «Литературно-научный вестник» и др.
Бердяевы организовали издательскую практику с 1880-х годов. В 1890 годах чета Бердяевых основала в Киеве литературно-научный журнал «По морю и суше». Журнал получил высокую оценку И. Бунина. Однако, через три года власти закрыли журнал (после доноса чиновника-цензора, которого звали Афиноген).
Творчество Сергея Бердяева почти не изучено, так как оно длительно притеснялось (в советский период был опубликован всего один его стих). Обнаружено не менее пятисот его поэтических произведений, не менее 100 из них были созданы на украинском языке. Лучшие из стихотворений — «Ночью», «Моим сыновьям», «К Украине» — отразили переживания за судьбу народа, развитие его культуры. Отдельным изданием автор выпустил только «Песенки к шарманке» (Смоленск, 1908): в книге всего 62 страницы, вместо имени автора на ней стоит псевдоним «Аспид»; всего же к настоящему времени известно его 34 псевдонима.
Одной из важных сторон деятельности Сергея Бердяева была борьба против антисемитизма, в частности — против киевского отделения черносотенного «Союза русского народа», возглавлявшегося Д. И. Пихно.
Бердяев — автор статей о творчестве И. Карпенко-Карого (1900, 1903), Н. Лысенко (1903), М. Метерлинка (1913); переводил стихи И. Франко, И. Маковея, Н. Вороного на русский и немецкий языки; И. Сурикова, Ф. Фрейлиграта — на украинский.